# Мосевицкий, Марк Исаакович
Марк Исаакович Мосевицкий (род. 17 июля 1929 года, Одесса) — специалист в области молекулярной биологии, главный научный сотрудник Отделения молекулярной и радиационной биофизики Петербургского института ядерной физики имени Б. П. Константинова (НИЦ «Курчатовский институт»), доктор биологических наук, профессор.

## Биография
В 1953 году он окончил ЛПИ им. М. И. Калинина. Сначала работал инженером на заводе «Светлана», затем во ВНИИСКе.
В 1959 г. защитил кандидатскую диссертацию, началось его сотрудничества с С. Е. Бреслером и С. Я. Френкелем в зарождавшихся тогда исследованиях белков и нуклеиновых кислот.
С 1961 работает в ИВС РАН, с 1971 — в ПИЯФ им. Константинова. В 1979 году защитил докторскую диссертацию.
Научная деятельность последнего времени связана с исследованием белков и процессов в синаптических областях нейронов. М. И. Мосевицкий — член Международного нейрохимического общества.
Достижением последних лет стало обнаружение и идентификация ассоциированных с нейронами металлопептидаз, участвующих в регуляции метаболизма межклеточных
медиаторов. Важным следствием этого направления явилась разработка способов защиты лекарственных нейропептидов от гидролиза этими
пептидазами. На эти способы получены три патента РФ.

## Публикации
Автор и соавтор более 90 научных публикаций.
Автор книги «Распространённость жизни и уникальность разума?» 2008 год, 2-е издание — 2018 год. В ней проявил себя как энциклопедический аналитик и мудрый философ. Рассматриваются такие темы как образование Солнечной системы, происхождение жизни, эволюция, роль катастроф в эволюции жизни, увеличение длительности жизни людей и др. В 2013 году книга была номинирована на премию «Просветитель».